# Список хаосов на Марсе

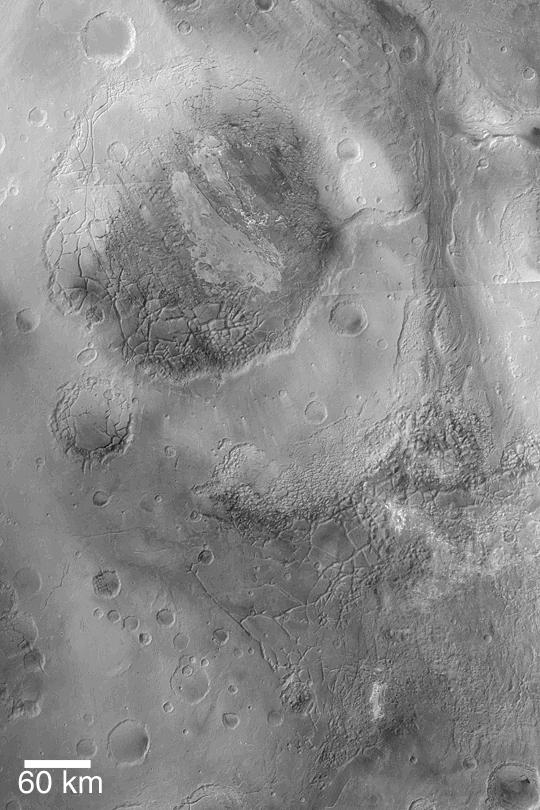
На этой мозаике, полученной с помощью Mars Global Surveyor, хаос Арам лежит вверху слева, ниже и правее находится хаос Януса.

Хаос (лат. Chaos)  — понятие, используемое в планетной геологии для описания областей на поверхности небесных тел, имеющее хаотичный рельеф. Такие области сложены из беспорядочного сочетания гряд, трещин, плато и других типов структур. Термин «хаос» (лат. Chaos) используется в официальной планетной номенклатуре. Они обнаружены на Марсе и Европе.
Сделано много предположений о том, какие силы могли породить такие хаотичные рельефы, но точные причины возникновения хаосов пока не установлены.
На Марсе отмечено 26 хаосов. Крупнейший из них — Хаос Авроры (лат. Aurorae Chaos) имеет диаметр 714 км.
На Марсе хаосы сложены из огромных многоугольных плато, разделённых беспорядочно пересекающимися каньонами. Вероятно, их образование связано с высвобождением огромных объёмов воды из-под поверхности. На это указывает тот факт, что многие русла, по которым, по-видимому, текли марсианские реки, берут начало в областях хаоса. Причиной столь мощного выброса воды мог послужить удар метеорита, движение магмы, сейсмическая активность или тектоническая деятельность. Также, возможно, залежи воды высвободились из гидратов вместе с углекислым газом. Предполагается, что некоторые не до конца разрушенные части хаосов всё ещё могут содержать воду.

## Список хаосов
Это список хаосов, официально именованных Международным астрономическим союзом.
| Русское название | Латинское название | Изображение | Широта  | Долгота  | Диаметр (км) | Примечание |
| ---------------- | ------------------ | ----------- | ------- | -------- | ------------ | --- |
| хаос Арам        | Aram Chaos         |             | 2.57 N  | 338.5 E  | 277.0        | Блоки в хаосе Арам, под которыми, возможно, есть источники воды. |
| хаос Ароматов    | Aromatum Chaos     |             | 1.09 S  | 317.0 E  | 91.5         | |
|                  | Arsinoes Chaos     |             | 7.61 S  | 332.0 E  | 230.0        | |
|                  | Atlantis Chaos     |             | 34.4 S  | 182.4 E  | 162.0        | Хаос Атлантис, вид с HiRISE. Кликните, чтобы увидеть мантию и возможные водостоки. Два изображения - разные части оригинального изображения с разным масштабом.                                                           |
| хаос Золотой рог | Aureum Chaos       |             | 4.35 S  | 333.0 E  | 368.0        | Часть области, названной хаосом Арам. Кликните, чтобы увидеть больше деталей. |
|                  | Aurorae Chaos      |             | 8.9 S   | 324.7 E  | 750.0        | |
|                  | Baetis Chaos       |             | 0.24 S  | 299.47 E | 55.0         | |
|                  | Candor Chaos       |             | 6.92 S  | 287.4 E  | 97.0         | |
|                  | Chryse Chaos       |             | 10.29 N | 323.3 E  | 735.0        | |
|                  | Echus Chaos        |             | 10.78 N | 285.2 E  | 473.0        | |
|                  | Eos Chaos          |             | 16.62 S | 313.1 E  | 490.0        | Изображение из области Oxia Palus (Oxia Palus quadrangle). |
|                  | Erythraeum Chaos   |             | 21.86 S | 347.62 E | 149.0        | |
|                  | Galaxias Chaos     |             | 33.8 N  | 146.4 E  | 234.0        | |
|                  | Ganges Chaos       |             | 9.64 S  | 313.8 E  | 120.0        | |
|                  | Gorgonum Chaos     |             | 37.19 S | 189.1 E  | 149.0        | Изображение хаоса Горгонум со станции Mars Reconnaisance Orbiter HiRISE. Ширина - 4 км. Изображение из области Phaethontis (Phaethontis quadrangle).                                                                      |
|                  | Hellas Chaos       |             | 47.48 S | 64.0 E   | 595.0        | |
| хаос Гидасп      | Hydaspis Chaos     |             | 3.16 N  | 332.9 E  | 355.0        | Изображение из области Oxia Palus (Oxia Palus quadrangle). |
| хаос Гидраот     | Hydraotes Chaos    |             | 0.79 N  | 324.6 E  | 417.5        | Кликните, чтобы увидеть каналы и наслоения. Изображение из области Oxia Palus (Oxia Palus quadrangle). |
|                  | Iamuna Chaos       |             | 0.2 S   | 319.3 E  | 18.0         | |
| хаос Януса       | Iani Chaos         |             | 2.77 S  | 342.5 E  | 434.0        | Песок из разрушенных мезаструктур покрыт более ярким материалом. Кликните, чтобы увидеть связь хаоса Айани с другими локальными особенностями. Изображение из области Margaritifer Sinus (Margaritifer Sinus quadrangle). |
|                  | Ister Chaos        |             | 12.86 N | 303.6 E  | 103.4        | Изображение из области Lunae Palus (Lunae Palus quadrangle). |
| Жемчужный хаос   | Margaritifer Chaos |             | 8.6 S   | 338.4 E  | 390.0        | |
|                  | Nilus Chaos        |             | 25.35 N | 282.8 E  | 283.0        | |
|                  | Oxia Chaos         |             | 0.2 N   | 320.1 E  | 26.5         | |
|                  | Pyrrhae Chaos      |             | 10.38 S | 331.5 E  | 189.0        | |
|                  | Xanthe Chaos       |             | 11.74 N | 317.75 E | 34.0         | |